# جويل سبيرا (ممثل)
جويل سبيرا (بالسويدية: Joel Spira)‏ هو ممثل سويدي، ولد في 18 يوليو 1981 في ستوكهولم في السويد.

## وصلات خارجية
- جويل سبيرا على موقع IMDb (الإنجليزية)
- جويل سبيرا على موقع ميتاكريتيك (الإنجليزية)
- جويل سبيرا على موقع روتن توميتوز (الإنجليزية)
- جويل سبيرا على موقع ألو سيني (الفرنسية)
- جويل سبيرا على موقع أول موفي (الإنجليزية)
- جويل سبيرا على موقع قاعدة بيانات الأفلام السويدية (السويدية)
- جويل سبيرا على موقع قاعدة بيانات الفيلم (الإنجليزية)